# Onze-Lieve-Vrouw van La Salettekerk

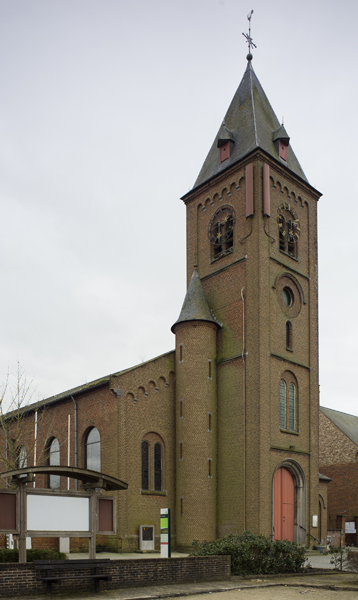
Onze-Lieve-Vrouw van La Salettekerk

De Onze-Lieve-Vrouw van La Salettekerk is de parochiekerk van de tot de Oost-Vlaamse gemeente Maarkedal behorende plaats Louise-Marie, gelegen aan de La Salettestraat.
Deze kerk werd gebouwd in 1852-1853, vermoedelijk naar ontwerp van Louis Minard. In 1899 werd de kerk verlengd naar ontwerp van Hendrik Geirnaert.
De kerk werd in 2021 onttrokken aan de eredienst. De gemeente Maarkedal werd eigenaar van het gebouw.

## Gebouw
Het betreft een driebeukig, naar het zuiden georiënteerd bakstenen kerkgebouw. De kerk heeft een halfingebouwde toren op vierkante plattegrond met vier geledingen en gedekt door een tentdak. De voorgevel van 1899 werd uitgevoerd in neoromaanse stijl.

## Interieur
Het kerkinterieur ademt een neoclassicistische stijl.
Het noordelijk zijaltaar is gewijd aan Onze-Lieve-Vrouw van La Salette. Het is van ongeveer 1700. Een belangrijk deel van het kerkmeubilair is 19e-eeuws. Het orgel is van 1864 en werd vervaardigd door Maximilien Van Peteghem.